# Cvetišće
Cvetišće is een plaats in de gemeente Ozalj in de Kroatische provincie Karlovac. De plaats telt 2 inwoners (2001).